# Apamea standfussi
Apamea standfussi là một loài bướm đêm trong họ Noctuidae.